# Princes of the Universe
Princes of the Universe é um single da banda britânica de rock Queen, lançado em 1986, e parte da trilha sonora do filme Highlander. A faixa faz parte do álbum A Kind of Magic.
Composta por Freddie Mercury para a trilha sonora do filme "Highlander",  esta musica foi editada como single no entanto nunca foi tocada ao vivo pela banda. Com um videoclip combinando cenas e cenários do filme com a actuação da banda fazendo eles também parte da ação,com a colaboraçáo da estrela do filme Christopher Lambert, no qual até usa a espada para combater com Freddie e este defende-se com o seu microfone. Com muitos efeitos especiais, o clipe foi dirigido pelo próprio diretor de Highlander, Russell Mulcahy.
Em 2000, o single foi relançado, com "Was It All Worth It", do álbum The Miracle como B-side.

## Ficha técnica
Banda
- Freddie Mercury - vocais, piano, sintetizadores e composição
- Brian May - guitarra, vocais de apoio
- Roger Taylor - bateria e vocais de apoio
- John Deacon - baixo